# الرباعية
الرباعية (بالإنجليزية: Tetralogy، كلمة مأخوذة من اللغة اليونانية -τετρα-والتي تعني «أربعة» و -λογία- والتي تعني حوار) وهي عمل مركب مكون من أربعة أعمال أدبية مختلفة. ويأتي الاسم من مسرح أتيك، حيث كانت الرباعية في المسرح مجموعة من ثلاث مآسي تليها مسرحية سيتر، جميعها بواسطة مؤلف واحد، ليتم تمثيلها في جلسة واحدة في مهرجان ديونيسوس بحيث تكون جزءًا من المنافسة.

## الأمثلة
- تينتيتيڤس كتاب للمؤلف أنتيفون أوڤ رامنيس؛ وقد كان المؤلف خطيبًا، كما أن تينتيتيڤس نوع من الكتب الدراسية للطلاب. ويتألف كل كتاب من أربع خِطابات وهي: خطاب الافتتاح الرسمي للمدعي العام، الخطاب الأول للمدافع، رد المدعي العام، وخاتمة المدعى عليه. وثلاثة من رباعياته معروفة بأنها ما زالت موجودة.[2]
- خاتم نيبلانك للمؤلف ريتشارد ڤاغنر[3]
- «دورة الميراث» للمؤلف كريستوفر باوليني
- رباعية بورو للمؤلف براموديا أنانتا توير
- «معرض الوحوش» للمؤلفين كريستوفر غولدن وتوماس سنيجاوسكي
- بحر الخصوبة للمؤلف يوكيو ميشيما
- ملك الماضي والمستقبل للمؤلف تي. إتش. وايت
- رباعية العقل البشري للمؤلف رودي راكار
- كتاب الشمس الجديدة للكاتب جين وولف
- تاريخ عصا الرون للكاتب مايكل موركوك
- أنجستروم الأرنب: وهي رباعية للكاتب جون أبدايك
- رباعية الإسكندرية، للكاتب البريطاني لورانس داريل

## معلومات أخرى
في بدايات العصر الحديث للأدب صاغ شيكسبير زوجًا من الرباعيات، تتألف الأولى من ثلاث مسرحيات لهنري السادس وريتشارد الثالث، أما الثانية، وهي ما نسميها اليوم البادئة وذلك لأنها عرُضَت أولاً، وتضم كلاً من ريتشارد الثاني، ومسرحيتين لهنري الرابع وهنري الخامس.
وكبديل للرباعية، يتم أحيانًا استخدام كلمة «مجموعة من أربعة»، خصوصًًا لسلسلة مكونة من أربعة كتب. أما مصطلح «كوادريلوجي»، باستخدام البادئة اللاتينية (quadri) بدلاً من اليونانية، وسُجّل لأول مرة عام  1865، وتم استعماله أيضًا لتسويق المسلسلات السنيمائية، مثل أفلام الكائنات الفضائية.